# Santa Rosa Norte
Santa Rosa Norte är en ort i Mexiko.   Den ligger i kommunen Juchique de Ferrer och delstaten Veracruz, i den sydöstra delen av landet, 260 km öster om huvudstaden Mexico City. Santa Rosa Norte ligger 426 meter över havet och antalet invånare är 115.
Terrängen runt Santa Rosa Norte är huvudsakligen kuperad, men åt sydväst är den bergig. Runt Santa Rosa Norte är det ganska tätbefolkat, med 100 invånare per kvadratkilometer. Närmaste större samhälle är Misantla, 18,1 km nordväst om Santa Rosa Norte. I omgivningarna runt Santa Rosa Norte växer huvudsakligen savannskog.